# SV Hundsheim
Der SV Hundsheim (Langname: „Sportverein Hundsheim“) ist ein Fußballverein in der niederösterreichischen Gemeinde Hundsheim im Bezirk Bruck an der Leitha. Der Verein gehört dem Niederösterreichischen Fußballverband (NÖFV) an und spielt in der Saison 2025/26 in der 1. Klasse Ost. Der Sportverein trägt seine Spiele am Sportplatz Hundsheim mit 1100 Plätzen aus.

## Geschichte
In der Saison 1999/2000 sicherte sich der Verein den Meistertitel in der niederösterreichischen Landesliga.

Mit dem Erreichen des Viertelfinales im ÖFB-Memphis-Cup in der Folgesaison – nach Siegen gegen den Wiener Sportklub (3:1), dem FC OMV Stadlau (3:1), dem BSV Bad Bleiberg (3:2) sowie dem FC Zeltweg (1:1 n. V.; 4:5 i. E.) – folgte ein weiterer Höhepunkt in der Vereinsgeschichte. Im Viertelfinale selbst war der damalig amtierende österreichische Fußballmeister FC Tirol Innsbruck aber eine Nummer zu groß und man verlor mit 0:2.

## Bekannte Spieler und Trainer
- Maciej Śliwowski
- Hans Kleer
- Moses Enguelle
- Jürgen Halper
- Gerald Handig
- Tanju Kayhan
- Kurt Jusits
- Arminas Narbekovas

## Erfolge
- 2. Klasse Ost
  - 2 × Meister: 2015; 2025
- Niederösterreichische Landesliga:
  - 1 × Meister: 2000
- ÖFB-Cup:
  - 1 × Viertelfinalist: 2001
- Niederösterreichischer Fußballcup:
  - 1 × Pokalsieger: 1999